# متعدد مكعبات

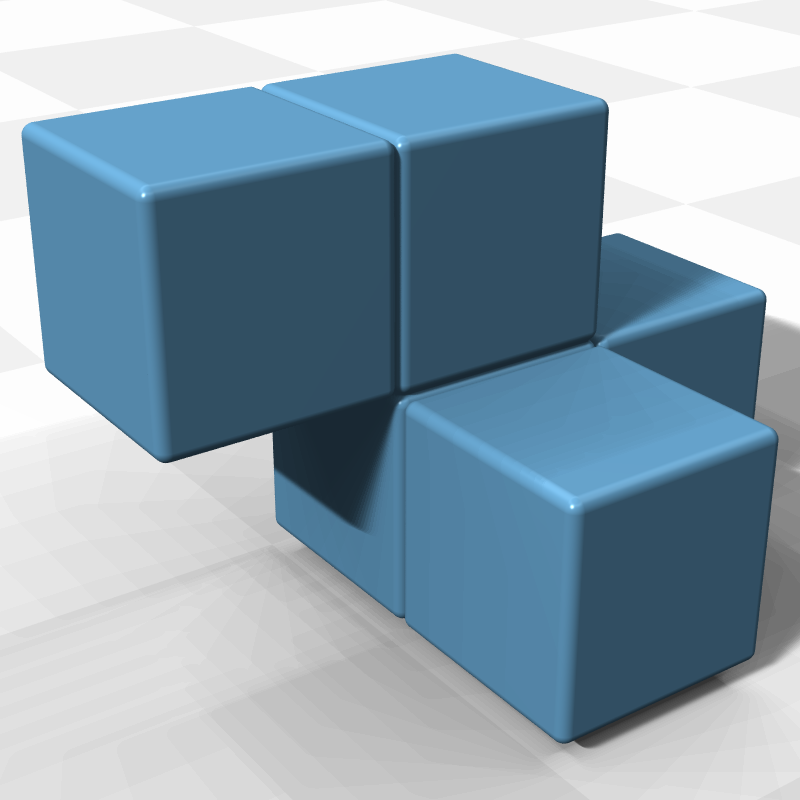
تماكب اثنين من متعددات المكعبات

في الرياضيات، متعدد المكعبات هو شكل ثلاثي الأبعاد يتكون من اتصال عدد من المكعبات.
يعتبر مكعب بيدلام ومكعب سوما من أشهر المسائل التي يطلب فيها تركيب متعددات المكعبات للحصول على أشكال شكل مكعب.